# Il pleut sur notre amour
Pour plus de détails, voir Fiche technique et Distribution.
Il pleut sur notre amour (Det regnar på vår kärlek) est un film suédois réalisé par Ingmar Bergman, sorti le 9 novembre 1946.

## Synopsis
Maggi rencontre David après avoir raté son train. Il lui propose de l'héberger.

## Fiche technique
- Titre : Il pleut sur notre amour
- Titre original : Det regnar på vår kärlek
- Réalisation : Ingmar Bergman
- Scénario : Herbert Grevenius et Ingmar Bergman d'après l'œuvre de Oskar Braaten
- Production : Lorens Marmstedt
- Musique : Erland von Koch
- Photographie : Hilding Bladh et Göran Strindberg
- Montage : Tage Holmberg
- Décors : P.A. Lundgren
- Format : Noir et blanc - Mono
- Genre : Comédie dramatique
- Durée : 95 minutes
- Date de sortie : 1946

## Distribution
- Barbro Kollberg : Maggi
- Birger Malmsten : David
- Gösta Cederlund : L'homme au parapluie
- Ludde Gentzel : Håkanson
- Douglas Håge : Andersson
- Benkt-Åke Benktsson : Le procureur
- Sture Ericson : Kängsnöret
- Ulf Johansson : Stålvispen
- Julia Cæsar : Hanna Ledin
- Gunnar Björnstrand : M. Purman

Acteurs non crédités :
- Gösta Prüzelius : Agent de police
- Sif Ruud : Gerti Törnberg